# F. R. Crawley
Frank Radford „Budge“ Crawley, OC (* 14. November 1911 in Ottawa, Ontario, Kanada; † 13. Mai 1987 in Toronto, Ontario, Kanada) war ein kanadischer Filmproduzent, Kameramann und Regisseur. Zusammen mit seiner Frau Judith Crawley gründete er 1939 die Produktionsfirma Crawley Films.
Crawley ist vor allem als Produzent des Oscar-prämierten Dokumentarfilms Schußfahrt vom Mount Everest (The Man Who Skied Down Everest) bekannt. Im Laufe seiner 40-jährigen Karriere hat er Hunderte von Filmen produziert. Der Filmhistoriker Peter Morris beschrieb Crawley als „... den Pate des kanadischen Films und Kanadas Antwort auf Sam Goldwyn“.

## Frühes Leben
Sein frühes Interesse am Film wurde von seiner Nachbarin Judith Sparks geteilt. Die beiden heirateten am 1. Oktober 1938 und begannen eine langjährige Zusammenarbeit als Filmteam.

## Karriere
Während ihrer Flitterwochen schrieb Judith das Drehbuch und schnitt Île d'Orléans (1938), den ersten Film, an dem sie gemeinsam mit ihrem Mann arbeitete. Crawley drehte und führte Regie bei dem Film, der 1939 mit dem Hiram Percy Maxim Award der Royal Canadian Geographical Society für den besten Amateurfilm ausgezeichnet wurde, was ihre Zusammenarbeit zum ersten kanadischen Film machte, der diese Art von Anerkennung erhielt.
Crawley war ein Pionier bei der Schaffung eines unabhängigen kanadischen Filmsektors. Obwohl er zeitweise als unabhängiger Filmemacher im Auftrag des National Film Board of Canada (NFB) arbeitete, zog Crawley es vor, unabhängig zu arbeiten und nicht mit dem NFB oder der Canadian Broadcasting Corporation.
Crawley war bekannt für seine avantgardistischen Filme, die er zusammen mit seiner Frau Judith Crawley drehte. Gemeinsam besaßen sie die Firma Crawley Films, die zahlreiche Kurzfilme, Spielfilme, Fernsehwerbung, Zeichentrickfilme und andere Produktionen herstellte. Der erste Canadian Film Award, dem Vorläufer der heutigen Canadian Screen Awards, ging 1949 an Crawley Films für The Loon's Necklace (1948), einen Film nach einer Legende der Tsimshian.
Nach dem Zweiten Weltkrieg wuchs das Unternehmen schnell und bot jungen kanadischen Filmemachern, die eine Filmkarriere anstrebten, eine hervorragende Ausbildungsstätte. Zu dieser Zeit war die NFB die einzige andere große Filmorganisation, bis 1952 das CBC-Fernsehen auf Sendung ging. In den 50 Jahren, in denen das Unternehmen tätig war, von 1939 bis zu seinem Verkauf an Atkinson Film Arts im Jahr 1982, drehte Crawley Films Tausende von Filmen und erhielt Hunderte von Filmpreisen.
Nach der Trennung von ihrem Mann im Jahr 1965 gründete Judith Crawley mit zwei ihrer Kinder, Michal und Jennifer, eine weitere Filmproduktionsfirma.

## Auszeichnungen und Anerkennung
Schußfahrt vom Mount Everest gewann 1975 den Oscar für den besten Dokumentarfilm und war damit der erste in Kanada produzierte Film, der einen Oscar in dieser Kategorie gewann.
Die Crawleys gewannen 1986 mehrere Canadian Film Awards und einen Special Achievement Genie für herausragende Verdienste um die kanadische Filmindustrie.
1977 verlieh die Stadt Ottawa Crawley den Schlüssel zur Stadt.
1980 wurde Crawley „in Anerkennung seines einzigartigen Beitrags zum Film in Kanada“ zum Offizier des Order of Canada ernannt.
Das Canadian Film Institute in Ottawa brachte Budge: The One True Happiness of F. R. „Budge“ Crawley (2003) zur Uraufführung, einen einstündigen Dokumentarfilm über die Karriere des eigenwilligen kanadischen Filmproduzenten Budge Crawley. Der Film basiert teilweise auf Interviews, die in der Veröffentlichung des Information Research Services (IRS) enthalten sind: Budge: F. R. Crawley und Crawley Films, 1939–1982. Das von Michael Ostroff produzierte und inszenierte und von Seaton Findlay geschriebene Cine Metu-Video wurde in Zusammenarbeit mit Bravo! Canada for broadcast entwickelt.

## Filmografie (Auswahl)
- 1938: Ile d'Orléans
- 1942: Quebec – Path of Conquest
- 1948: The Loon's Necklace
- 1950: Newfoundland Scene
- 1953: The Power Within
- 1958: The Legend of the Raven
- 1961: Tales of the Wizard of Oz (Zeichentrickserie für Videocraft-Rankin/Bass)
- 1963: Amanita Pestilens
- 1964: Das Glück des Ginger Coffey (The Luck of Ginger Coffey)
- 1964: Return to Oz (Fernsehspecial) (für Videocraft-Rankin/Bass)
- 1966: 1966 Marine Drive
- 1967: The Entertainers
- 1971: Hamlet (Fernsehen)
- 1972: The Rowdyman (Executive Producer)
- 1973: August and July
- 1975: Schußfahrt vom Mount Everest
- 1975: Janis
- 1982: Heartland Reggae